# Avant-funk
Genres dérivés
House, drum and bass
L'avant-funk est un genre musical mêlant des éléments de funk à une mentalité avant-gardiste ou art rock. Son émergence est située à la fin des années 1970, lorsque des groupes de post-punk commençaient à s'intéresser aux styles de danse africaine.

## Histoire

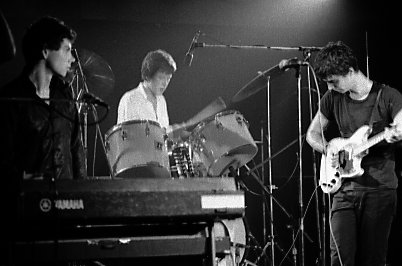
Les Talking Heads ont combiné du funk à des éléments de punk et art rock.

Les premiers groupes étant rétrospectivement qualifiés d'avant-funk incluent le groupe de krautrock Can, les musiciens de funk Sly Stone et George Clinton, et le trompettiste de jazz Miles Davis.
Pour Simon Reynolds, une vague d'avant-funk a émergé à la fin des années 1970 lorsque des groupes et musiciens de post-punk (dont Public Image Ltd, James Chance, Cabaret Voltaire, Talking Heads, The Pop Group, D.A.F., A Certain Ratio, et 23 Skidoo) ont commencé à s'intéresser à des styles de danse africaine comme le funk et le disco. Reynolds note des thèmes comme l'aliénation, la répression et la technocratie de la modernité occidentale. Les artistes de la scène no wave new-yorkaise à la fin des années 1970 explorent aussi l'avant-funk, inspirés par des personnalités comme Ornette Coleman.
D'autres groupes comme Skinny Puppy, Chakk, et 400 Blows en sont les successeurs du genre. Au milieu des années 1980, le genre se dissipe et plus de la moitié de ses adhérents font désormais partie de la scène émergente house. L'avant-funk inspirera les producteurs de drum and bass dans les années 1990 comme 4hero et A Guy Called Gerald.

## Caractéristiques
Le critique musical Simon Reynolds décrit l'avant-funk comme « de la dance difficile à cerner » et une sorte de psychédélisme dans lequel « le plaisir n'est pas atteint lorsque l'esprit sort du corps, mais plutôt lorsqu'il est en immersion physique, totalement perdu à travers animalisme. » Simon Frith décrit l'avant-funk comme une mentalité à rythmes rock progressif, plus que de la mélodie ou de l'harmonie musicale. Certains motifs du genre dans les années 1970 et 1980 comprennent des « rythmes Eurodisco ; des synthétiseurs des sons bruitistes ; un découpé à la Burroughs appliqué à des morceaux vocaux trouvés. »

## Artistes notables
- A Certain Ratio[6]
- Cabaret Voltaire[6]
- Can[3]
- Chakk[6]
- George Clinton[4]
- Miles Davis
- Defunkt[11]
- D.A.F.[8]
- The Pop Group[6]
- Public Image Ltd.[8]
- Skinny Puppy[1]
- Sly Stone[4]
- Talking Heads[8]
- 23 Skidoo[6],[8]
- 400 Blows[6]